# Mahdi Sologhani
Mahdi Sologhani (* 19. September 1992) ist ein iranischer Grasskiläufer. Er startet seit 2007 im Weltcup und gewann zwei Medaillen bei Juniorenweltmeisterschaften. Zudem nimmt er auch an Wettkämpfen im Alpinen Skisport teil.

## Karriere
Mahdi Sologhani nahm im Juli 2007 im iranischen Skiort Dizin erstmals an zwei Weltcuprennen teil, die er jeweils auf Platz 19 beendete. Im nächsten Jahr startete er neben den Weltcuprennen in Dizin, bei denen er diesmal einen 13. und einen 16. Platz belegte, auch bei der Juniorenweltmeisterschaft 2008 im schweizerischen Rieden. Dort war sein bestes Resultat der 18. Platz im Slalom. In der Saison 2009 nahm Sologhani wieder nur an den FIS- und Weltcuprennen in Dizin teil. In den Weltcuprennen war erneut ein 16. Platz sein bestes Ergebnis, in den FIS-Rennen fuhr er einmal auf Platz zehn. Im Jahr 2010 startete er nach einigen FIS-Rennen in Dizin wieder bei einer Juniorenweltmeisterschaft, die ebenfalls in Dizin ausgetragen wurde. Als erfolgreichster Teilnehmer der Gastgebernation gewann Sologhani die Silbermedaille im Slalom und die Bronzemedaille im Super-G. In der Super-Kombination wurde er Fünfter. Sechs Wochen später nahm er beim Finale in Italien erstmals an Weltcuprennen außerhalb seines Heimatlandes teil. Nach drei Ausfällen erreichte er im letzten Saisonrennen, dem Slalom in Sestriere, den siebten Platz und damit sein bisher bestes Weltcupergebnis.
Im Jahr 2011 nahm Sologhani zunächst an den FIS-Rennen in Dizin, anschließend an FIS-Rennen im österreichischen Wilhelmsburg und schließlich an der Weltmeisterschaft und der zugleich ausgetragenen Juniorenweltmeisterschaft 2011 in Goldingen in der Schweiz teil. Bei den Junioren war nach Disqualifikationen im Slalom und im Super-G der 18. Platz im Riesenslalom sein einziges Ergebnis, in der Allgemeinen Klasse blieb er nach zwei Disqualifikationen im Riesenslalom und in der Super-Kombination ohne Resultat. Bei der nächstjährigen Juniorenweltmeisterschaft 2012 in Burbach fuhr Sologhani dreimal in die Top 10: Er wurde Vierter in der Super-Kombination, Sechster im Riesenslalom und Achter im Super-G. Nur im Slalom wurde er wegen eines Torfehlers im zweiten Durchgang disqualifiziert. Nachdem er im letzten Jahr an keinen Weltcuprennen teilgenommen hatte, startete er in der Saison 2012 auch wieder bei insgesamt fünf Weltcuprennen in Dizin und beim Finale in Rettenbach. Er fuhr dreimal unter die schnellsten zehn und erreichte als bestes Ergebnis den achten Platz im ersten der beiden Super-G von Dizin. Im Gesamtweltcup konnte er sich auf den 28. Rang verbessern.
Neben dem Grasskisport startet Sologhani im Winter auch bei Wettkämpfen im Alpinen Skisport. Er nahm 2008 erstmals an FIS-Rennen und nationalen Meisterschaften teil und erreichte dabei bisher mehrere Top-10-Resultate. Im Januar 2011 nahm er auch an den Juniorenweltmeisterschaften in Crans-Montana teil. Er erzielte im Riesenslalom unter 84 gewerteten Läufern den 75. Platz, wurde aber im Slalom im ersten Durchgang disqualifiziert. 2012 wurde Sologhani Iranischer Meister im Super-G.

## Erfolge

### Juniorenweltmeisterschaften
- Rieden 2008: 18. Slalom, 27. Riesenslalom, 33. Super-G
- Dizin 2010: 2. Slalom, 3. Super-G, 5. Super-Kombination
- Goldingen 2011: 18. Riesenslalom
- Burbach 2012: 4. Super-Kombination, 6. Riesenslalom, 8. Super-G

### Weltcup
- 4 Platzierungen unter den besten zehn